# Пищаев, Павел Михайлович
Павел Михайлович Пищаев (24 октября 1925, с. Зирган Башкирской АССР — 21 сентября 2004, г. Салават) — директор завода серной кислоты и катализаторов Салаватского нефтехимического комбината, почётный гражданин города Салавата.

## Биография
Пищаев Павел Михайлович родился в 1925 году в посёлке Зирган.
Во время Великой Отечественной войны семья переехала жить в Мурманск, затем в Ишимбай. В г. Ишимбае Павел Михайлович закончил нефтяной техникум и с шестнадцати лет работал на Машиностроительном заводе — точил снаряды для фронта.
В 1952 году окончил в г. Москве РГУ Нефти и газа им. И. М. Губкина по специальности «Переработка нефти и газа». После окончания института был распределён в Салават на строительство комбината № 18. Работал на комбинате № 18 инженером монтажного отдела, старшим инженером технического отдела. При начале строительства комбината Павел Михайлович забил первый анкер комбината.
С 1953 по 1956 годы исполнял обязанности первого главного инженера строящегося Ново-Ишимбайского НПЗ.
В 1956 Павел Михайлович — начальник пусковой установки АВТ, затем — начальник производственно-технического отдела Ново-Ишимбайского НПЗ.
С 1957 по 1959 годы он работает главным диспетчером комбината № 18. С 1959 года — начальником товарно-сырьевого цеха НПЗ, затем — начальником цеха МЭК, с октября 1964 года — заместителем главного инженера Дирекции строительства комбината.
В 1965 году распоряжением Совета народного хозяйства Средне-Волжского экономического района Павел Михайлович назначен директором завода серной кислоты и катализаторов Салаватского нефтехимического комбината.
При участии П. М. Пищаева на заводе были запущены установки по производству дитолилметана, метилэтилкетона, диэтиленгликоля, серы.
В дальнейшем П. М. Пищаев работал начальником отдела перспективного планирования управления комбината, заместителем начальника производственно-диспетчерского отдела, заместителем главного инженера комбината по охране природы, а затем снова заместителем начальника производственно-диспетчерского отдела комбината.
С 1997 года — генеральный директор ЗАО «Нефтепереработчик».
Кроме основной работы Павел Михайлович читал лекции в УМЛ (университет марксизма-ленинизма), занимался общественной работой. Павел Михайлович, как и его родной брат Геннадий Михайлович, имел прекрасный голос, пел в компаниях, как оперный певец. Сотрудникам запомнились его, полные оптимизма слова: «Действуйте, товарищи, действуйте!».
В 1998 году П. М. Пищаеву присвоено звание «Почётный гражданин города Салават».
Скончался в Салавате в 2004 году. Похоронен на городском кладбище Салавата.

## Семья
Отец — Михаил Степанович Пищаев. Мать — Пищаева (Макарова) Клавдия Петровна.
Брат — знаменитый тенор Пищаев Геннадий Михайлович.
От первого брака у Павла Михайловича две дочери, Евгения и Тамара.
Супруга — Пищаева Людмила Серафимовна.
Павел Михайлович и Людмила Серафимовна вырастили сына, Дмитрия.

## Награды
- За добросовестный труд П. М. Пищаев награждался Почетными грамотами и благодарностями
- Награждён знаком «Отличник Миннефтехимпрома СССР»
- Присвоено почётное звание «Заслуженный химик Республики Башкортостан»
- Присвоено звание "Заслуженный ветеран труда ПО «Салаватнефтеоргсинтез»
- медаль «Ветеран труда»
- В 1998 году П. М. Пищаеву присвоено звание «Почётный гражданин города Салавата».